# Добровольческие силы охраны края
Добровольческие силы охраны края (лит. Krašto apsaugos savanorių pajėgos, KASP)  —  подчинёный род войск (сил) активного резерва (национальной гвардии) под прямым управлением Сухопутных сил Литвы.
Формирования добровольческих сил существуют в каждом уезде по территориальным отрядам (rinktinė) соответствующим полку подчиняющемуся штабу добровольческих сил в Вильнюсе. Основное назначение сил - подготовка воинов-добровольцев (kariai savanoriai) проходящих непостоянную службу в войсках по выходным дням.
В мирное время силы привлекаются для ликвидации чрезвычайных ситуаций и различных задач возложенных на добровольцев (охрана важных государственных объектов, ликвидация последствий стихийных бедствий, спасение граждан при серьёзных ситуациях, поддержание правопорядка в случае массовых волнений и другие), помимо задач внутри страны добровольческие силы наиболее часто привлекаются для экспедиционных миссий за пределами Литвы фактически являясь экспедиционными войсками начиная с участия литовских миротворцев в Югославских войнах.
В военное время силы выполняют задачи территориальной обороны и резерва сухопутных сил, организуя работу военных комендатур до их полного заполнения резервистами.

## Цель и задачи
Основные задачи и функции:
- Территориальная оборона: Добровольческие силы распределены по уездам и обеспечивают защиту стратегически важных объектов, коммуникаций и инфраструктуры страны. В случае внешней агрессии или других угроз, они занимаются организацией обороны на местах, проводя диверсионные и оборонительные операции.
- Экспедиционные миссии: В дополнение к внутренним задачам, формирования добровольцев участвуют в международных миссиях и операциях Литвы за рубежом в составе коалиционных сил. Это может включать участие в миротворческих операциях, поддержание безопасности и проведение гуманитарных миссий.
- Помощь муниципальным властям: Помимо оборонительных функций, на Добровольческие силы возложены задачи по оказанию помощи гражданским властям во время чрезвычайных ситуаций. Это может быть ликвидация последствий техногенных катастроф, помощь при стихийных бедствиях, таких как наводнения или пожары, а также работа по устранению социальных катастроф совместно с правоохранительными органами, пожарной службой и спасательными структурами.

## Командование
До создания отдельного командования рода сил, задачи по управлению были возложены на объединённый штаб сил, однако с 2001 года было принято решение о создании отдельного командования сухопутных сил.
Список командующих силами:
- С 1991 года по 1993 год — полковник Йонас Гечас (лит. Plk. Jonas Gečas)
- С 1993 года по 2003 год — полковник Арвидас Поцюс (лит. Plk. Arvydas Pocius)
- С 2003 года по 2010 год — полковник Антанас Плиескис (лит. Plk. Antanas Plieskis)
- С 2015 года по 2018 год — полковник Артурас Ясинскас (лит. Plk. Arturas Jasinskas)
- С 2018 года по 2020 год — полковник Дайнюс Пашвенскас (лит. Plk. Dainius Pašvenskas)
- С 2020 года по 2023 год — полковник Линас Кубилюс (лит. Plk. Linas Kubilius)
- С 2023 года по ныне — полковник Дарюс Ваицикаускас (лит. Plk. Darius Vaicikauskas)

## История

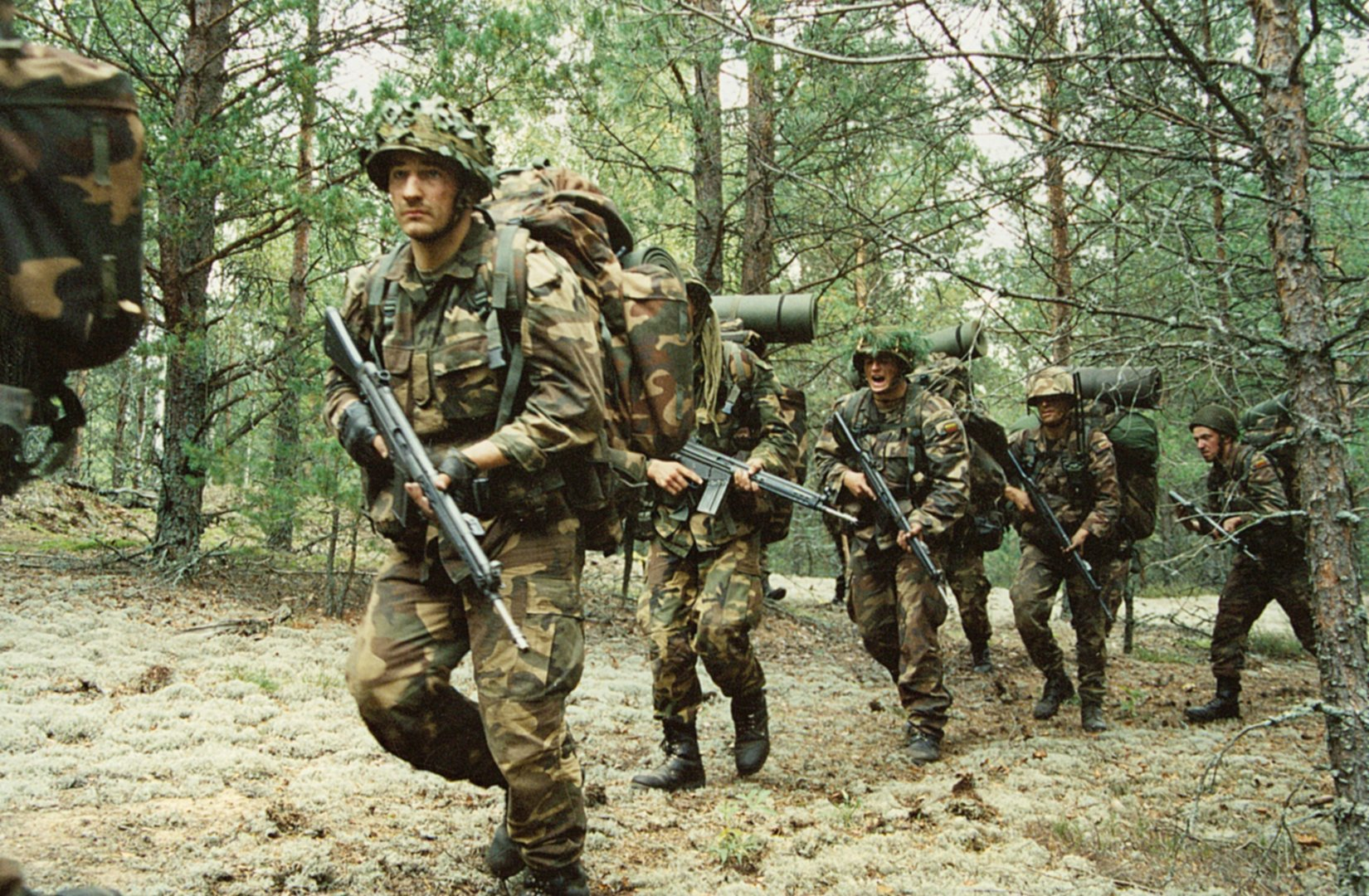
Добровольцы на учениях в Пабрадском полигоне, около 2000 года.

### Межвоенное время
Термин «доброволец» в Литве впервые появился в межвоенный период и применялся для обозначения солдат, которые добровольно вступали в литовское войско. После борьбы за независимость была создана Территориальная драгунская служба, организованная по принципам, аналогичным современной Добровольческой службе охраны края (KASP). 

### Восстановление независимости
Первыми добровольцами новой Литвы стали защитники Верховного совета, присягнувшие в ходе Январских событий 1991 года. Они заняли оборону Верховного совета и взяли под контроль стратегические объекты Вильнюса (дом печати, телебашню и др.).
17 января 1991 года была официально сформирована Служба добровольцев охраны края (СКАТ), выполнявшая задачи регулярных ВС до их полного восстановления. К марту был создан штаб службы, оперативный взвод, военная школа и 8 отрядов. Летом 1991 года добровольцы охраняли Верховный совет, а после Августовского путча участвовали в противостоянии с советскими силами, в ходе которого был убит Артурас Сакалаускас, ещё двое добровольцев получили ранения. Осенью того же года Литва отказалась от интеграции войск СССР на своей территории, добровольцы заблокировали 44 воинские части и взяли под охрану важнейшие объекты страны.

### Начало 90-х

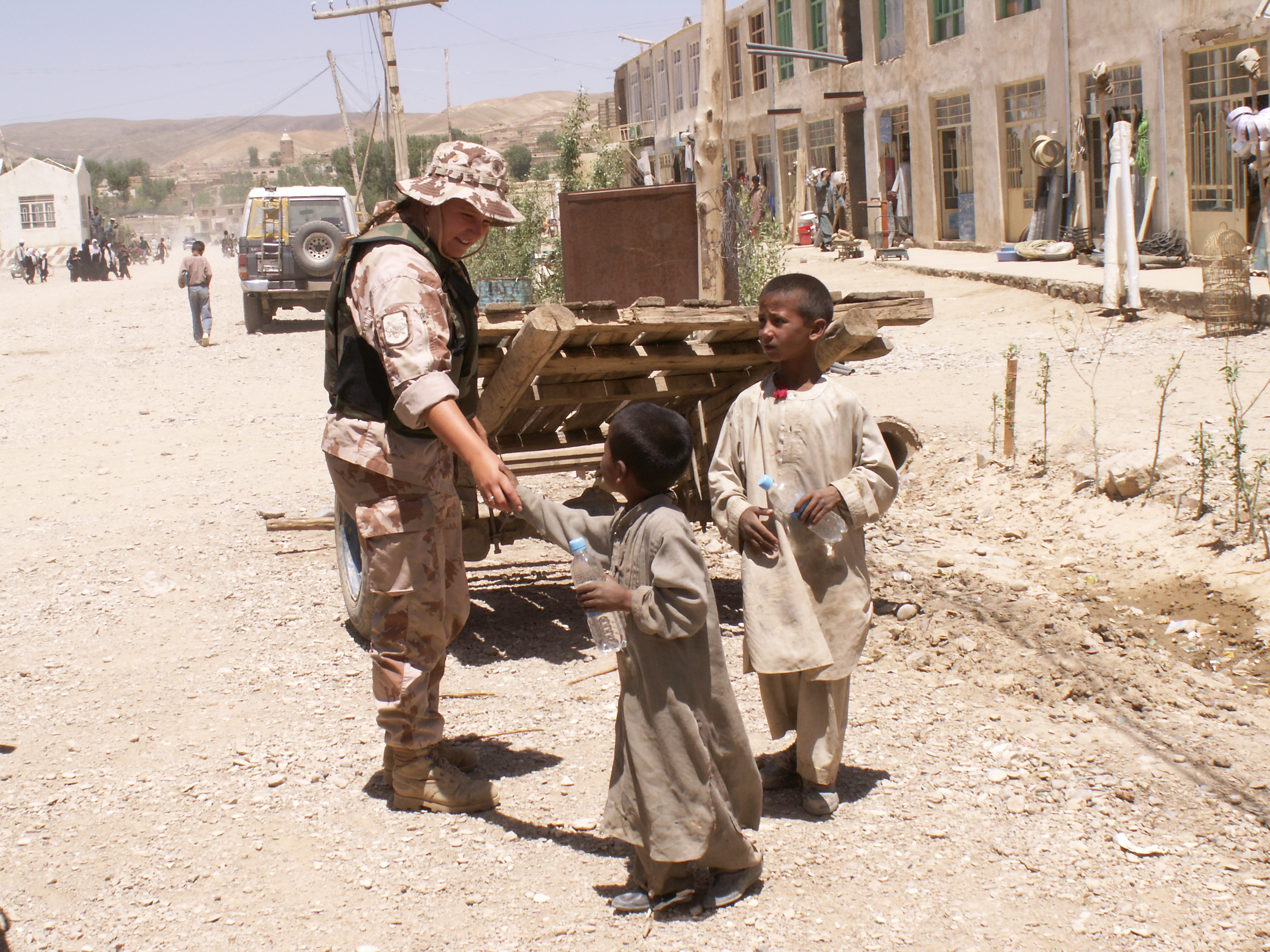
Служащие отряда в составе Литовского военного контингента в Афганистане.

В 1992 году тысячи добровольцев участвовали в тушении лесных и торфяных пожаров, ликвидации экологических катастроф и наводнений. В 1993 году они обеспечивали порядок во время визита Папы Римского и участвовали в учениях «Барьер-93». С 1994 года литовские добровольцы начали участвовать в международных миссиях, в частности, в UNPROFOR и SFOR.
Сотрудничество и модернизация
В 1996 году был подписан договор о сотрудничестве между добровольческими силами Литвы и Национальной гвардией штата Пенсильвания. Впоследствии началось сотрудничество с Королевским ирландским полком и шведской Организацией добровольцев связи. В 1998 году СКАТ была переименована в Добровольческие силы охраны края (ДСОК), отряды получили исторические названия партизанских округов.

### Новая эра и участие в НАТО

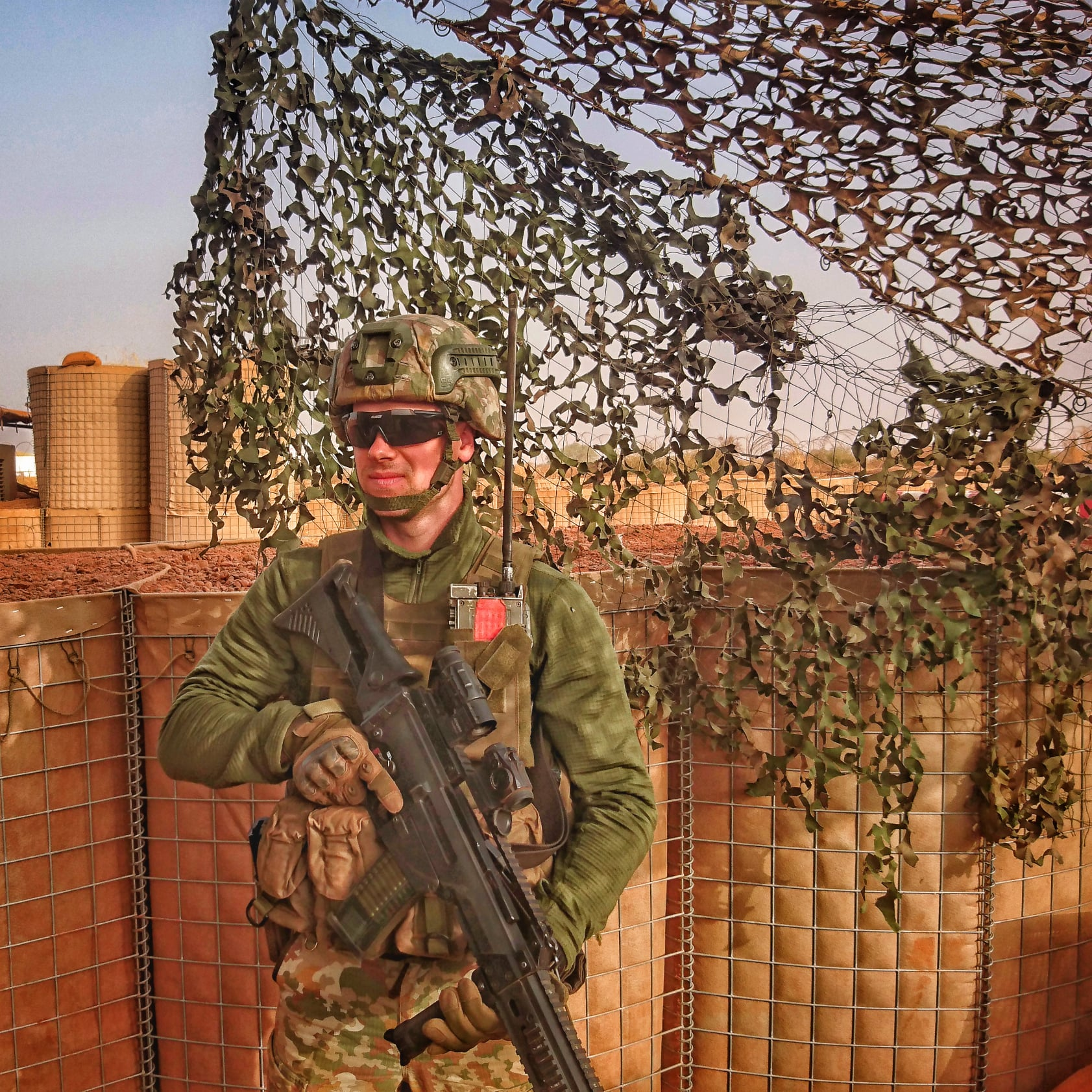
Воин-доброволец участвует в миссии MINUSMA в Мали в 2018 г.

С 2003 года, получив приглашение в НАТО, Литва отказалась от концепции территориальной обороны, сосредоточив внимание на подготовке резерва и экспедиционных операций. ДСОК поддерживали логистические операции в Персидском заливе, а в 2004 году сменили регулярные войска на Балканах. С 2006 года добровольцы начали службы в Афганистане, участвуя в восстановлении провинции Гор под литовским командованием. Ротации продолжались до 2013 года, включая трагические потери среди личного состава.
Современные операции и достижения
ДСОК продолжает участвовать в миссиях, включая операцию MINUSMA в Мали, и с 2014 года ежегодно организует соревнования лучшего отделения. В 2016 году добровольцы участвовали в учениях украинских военных. В 2018 году восстановлены 5 пехотных рот, которые участвовали в операциях по поддержанию безопасности ООН.
В 2020 году более 1500 добровольцев участвовали в мирных задачах и помогали Национальному центру общественного здоровья. Во время миграционного кризиса на границе с Беларусью контингенты добровольцев развёрнуты для патрулирования и усиления охраны границ, что вновь продемонстрировало важную роль добровольческих сил в обеспечении безопасности Литвы.

## Структура

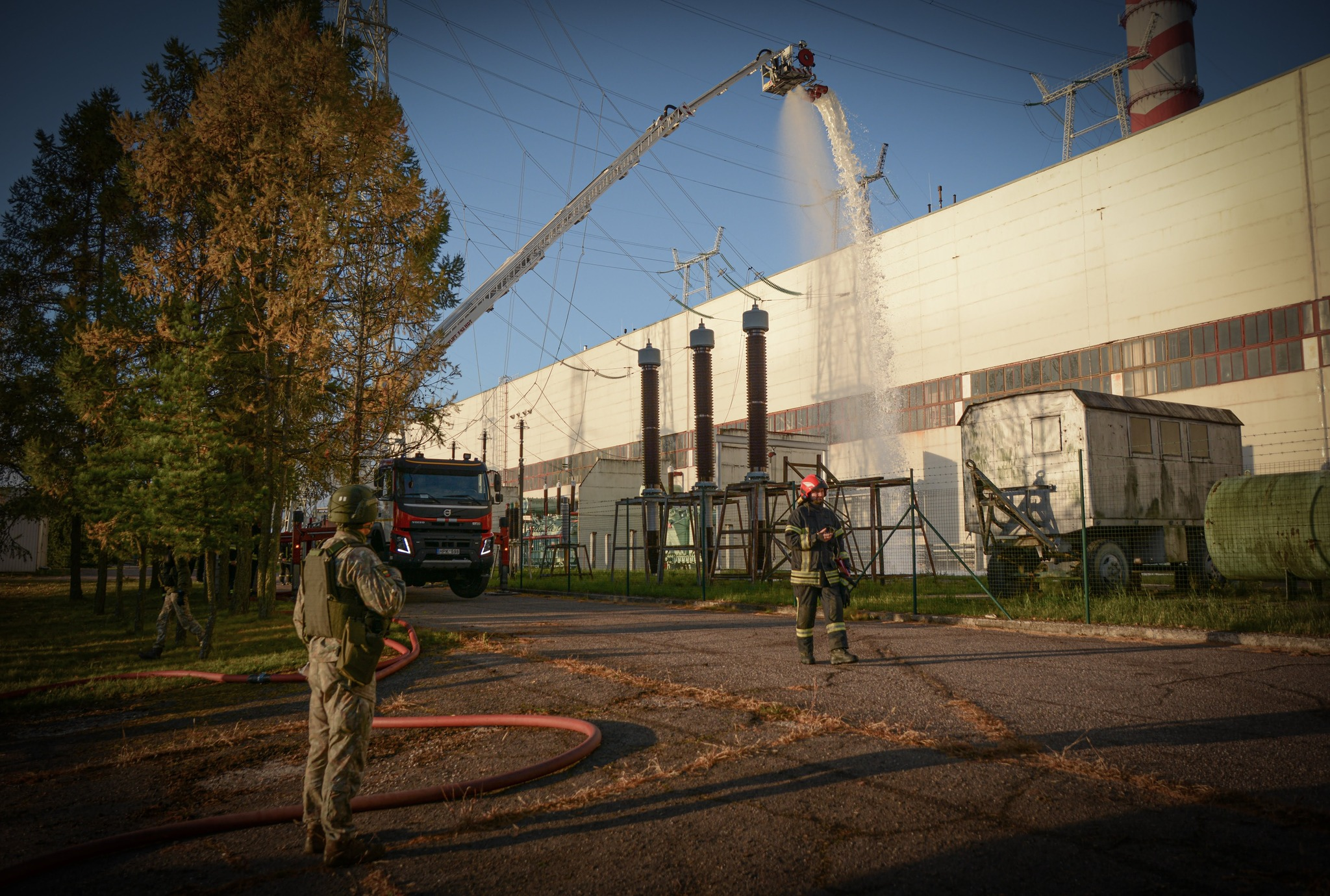
Добровольцы из 8 отряда на учениях по ликвидации последствий совместно с пожарными.

Добровольческие силы состоят из территориальных отрядов (rinktinė), которые организованы по уездам и включают пехотные роты. Ранее в состав отрядов входили батальоны, но в результате реструктуризации их упразднили, и силы сконцентрированы в более компактных подразделениях. Каждый отряд имеет свое командование и действует в пределах своей территории.
С 2003 года в составе добровольческих сил отсутствуют собственные логистические подразделения и бронетехника, что отражает их специализацию на пехотных операциях. Формирования сосредоточены на мобильных действиях пехоты и разведки. Несмотря на это, добровольцы остаются высокоэффективными благодаря своей подготовке и адаптивности.
Ранее в составе сил существовала армейская авиация, однако она была упразднена, и в настоящее время добровольцы сосредоточены на наземных операциях.
В мирное время Добровольческие силы часто взаимодействуют с органами гражданской защиты, оказывая помощь в случае стихийных бедствий, техногенных катастроф и других кризисов. Они могут быть задействованы для эвакуации, развертывания временных убежищ, расчистки территорий после катастроф, а также выполнения спасательных операций.
- Штаб сил

| - 8-й отряд имени Округа «Великая борьба» - Рота штаба и обеспечения (Вильнюс) - Миномётный взвод - Разведывательный взвод - Взвод спецназа - 801-я рота некинетических операций (Вильнюс) - 802-я лёгкая пехотная рота (Вильнюс) - 803-я моторизованная рота (Неменчине) - 804-я лёгкая пехотная рота (Тракай) - 805-я лёгкая пехотная рота (Укмерге) - 806-я лёгкая пехотная рота (Молетай) - 807-я лёгкая пехотная рота (Игналина) - 808-я лёгкая пехотная рота (Швенчёнис) - 809-я лёгкая пехотная рота (Шальчининкай) - 810-я лёгкая пехотная рота (Вильнюс) - 811-я лёгкая пехотная рота (Швенчёнис) - 812-я лёгкая пехотная рота (Ширвинтос) - 6-й отряд имени Округа «Пробуждения» - Рота штаба и обеспечения (Шяуляй) - Миномётный взвод - Разведывательный взвод - Взвод спецназа - 601-я моторизованная рота (Шяуляй) - 602-я лёгкая пехотная рота (Шяуляй) - 603-я лёгкая пехотная рота (Мажейкяй) - 604-я лёгкая пехотная рота (Тельшяй) - 605-я лёгкая пехотная рота (Кельме) - 606-я лёгкая пехотная рота (Йонишкис) - 607-я лёгкая пехотная рота (Пакруойис) - 608-я лёгкая пехотная рота (Радвилишкис) - 609-я лёгкая пехотная рота (Науйойи-Акмяне) - 5-й отряд имени Округа «Витязь» - Рота штаба и обеспечения (Панявежис) - Миномётный взвод - Разведывательный взвод - Взвод спецназа - 501-я моторизованная рота (Панявежис) - 502-я лёгкая пехотная рота (Панявежис) - 503-я лёгкая пехотная рота (Пасвалис) - 504-я лёгкая пехотная рота (Купишкис) - 505-я лёгкая пехотная рота (Аникщяй) - 506-я лёгкая пехотная рота (Рокишкс) - 507-я лёгкая пехотная рота (Утена) - 508-я лёгкая пехотная рота (Зарасай) - 509-я лёгкая пехотная рота (Биржай) | - 3-й отряд имени Округа жемайтов - Рота штаба и обеспечения (Клайпеда) - Миномётный взвод - Разведывательный взвод - Взвод спецназа - 301-я моторизованная рота (Клайпеда) - 302-я лёгкая пехотная рота (Гаргждай) - 303-я лёгкая пехотная рота (Плунге) - 304-я лёгкая пехотная рота (Скуодас) - 305-я лёгкая пехотная рота (Кирликай) - 306-я лёгкая пехотная рота (Кретинга) - 307-я лёгкая пехотная рота (Таураге) - 308-я лёгкая пехотная рота (Шилале) - 309-я лёгкая пехотная рота (Клайпеда) - 310-я лёгкая пехотная рота (Шилуте) - 2-й отряд имени Округа Дарюса и Гиренаса - Рота штаба и обеспечения (Каунас) - Миномётный взвод - Разведывательный взвод - Взвод спецназа - 201-я моторизованная рота (Каунас) - 202-я лёгкая пехотная рота (Каунас) - 203-я лёгкая пехотная рота (Каунас) - 204-я лёгкая пехотная рота (Каунас) - 205-я лёгкая пехотная рота (Шакяй) - 206-я лёгкая пехотная рота (Рукла) - 207-я лёгкая пехотная рота (Кедайняй) - 208-я лёгкая пехотная рота (Кайшядорис) - 209-я лёгкая пехотная рота (Пренай) - 210-я лёгкая пехотная рота (Расейняй) - 1-й отряд имени Округа «Дайнава» - Рота штаба и обеспечения (Алитус) - Миномётный взвод - Разведывательный взвод - Взвод спецназа - 101-я моторизованная рота (Алитус) - 102-я лёгкая пехотная рота (Алитус) - 103-я лёгкая пехотная рота (Алитус) - 104-я лёгкая пехотная рота (Мариямполь) - 105-я лёгкая пехотная рота (Мариямполь) - 106-я лёгкая пехотная рота (Вилкавишкис) - 107-я лёгкая пехотная рота (Варена) - 108-я лёгкая пехотная рота (Лаздияй) - 109-я лёгкая пехотная рота (Друскининкай) - 110-я лёгкая пехотная рота (Калвария) |

## Комплектация

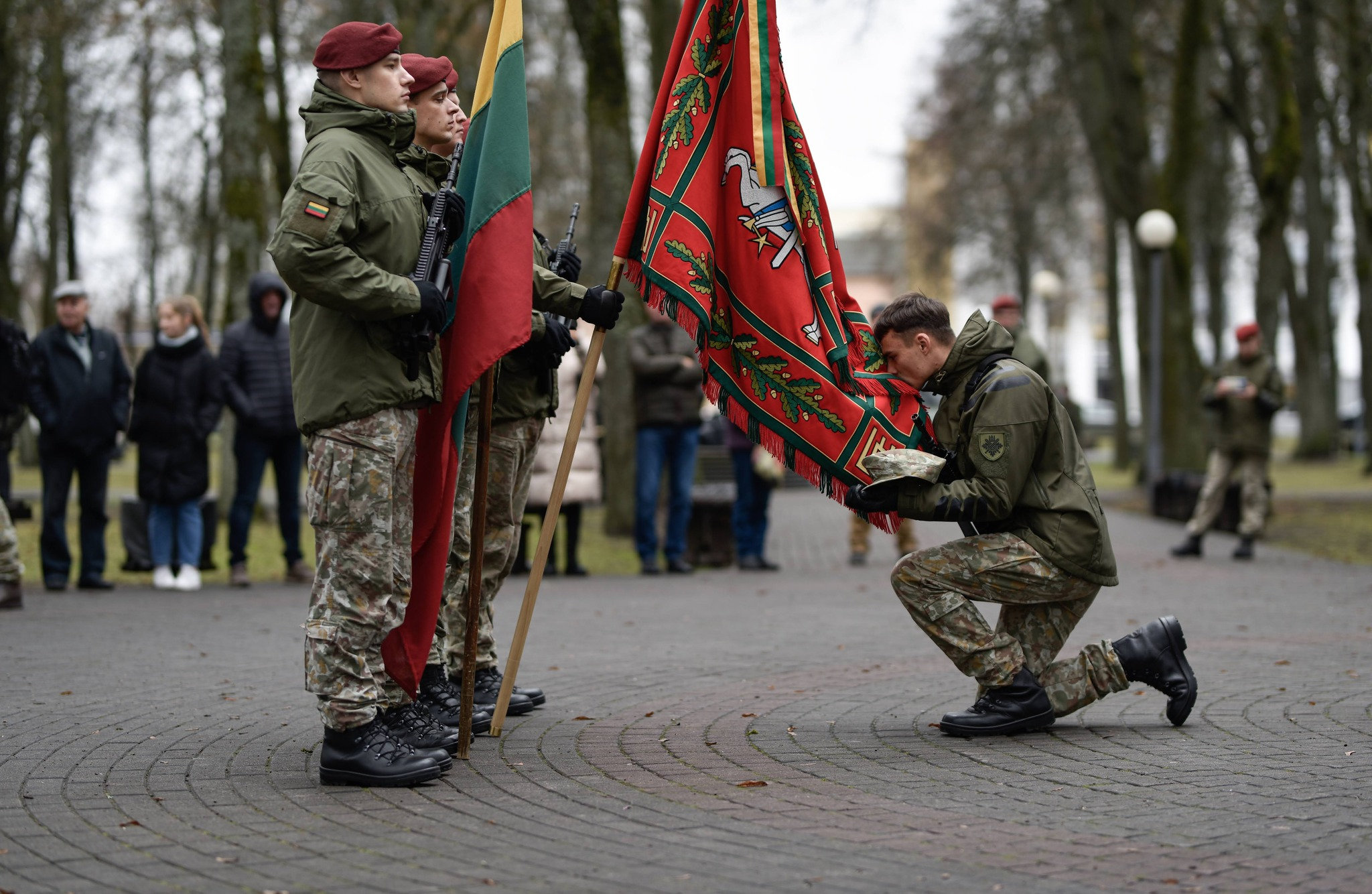
Присяга добровольцев.

В соответствии с законодательством в ряды добровольцев отбираются граждане Литовской Республики с базовым образованием (желательно средним образованием), подходящие для прохождения военной добровольческой службы в соответствии с их физической подготовкой, состоянием здоровья и моральными качествами.
Только граждане Литовской Республики в возрасте от 18 до 60 лет могут начать службу в качестве воинов-добровольцев.
Добровольческая служба начинается, когда солдат подписывает контракт, после чего его или её направляют на трехнедельный курс базовых навыков воина-добровольца (BKSĮK). После завершения этого курса и приведения к присяге в Литовской Республике воин-доброволец назначается в роту и готовится к индивидуальным, специализированным и коллективным задачам со своим подразделением.
Воин-доброволец участвует в учениях от 20 до 50 дней в году. Тренировки обычно проводятся по выходным, но в будние дни также проводятся различные курсы и более длительные упражнения. Военная добровольческая служба - это непостоянная военная служба, совместимая с гражданской работой, учёбой.
Солдатам-добровольцам выплачивается финансовая компенсация за их службу (т.е. дни, проведенные на тренировках, выплачивается заработная плата, эквивалентная заработной плате профессионального солдата соответствующего ранга), возмещаются расходы, понесенные при выполнении их службы, и предоставляются социальные гарантии.
Солдаты могут быть призваны на срок до 7 дней без предварительного уведомления. Упражнения, подготовка и выполнение обязанностей воинов-добровольцев считаются исполнением общественных обязанностей. Работодатели обязаны отпускать солдат-добровольцев во время их учений, тренировок или выполнения заданий.
Воину-добровольцу, прослужившему в KASP 3 года, засчитывается постоянная обязательная начальная военная служба (NPPKT).

## Сотрудничество

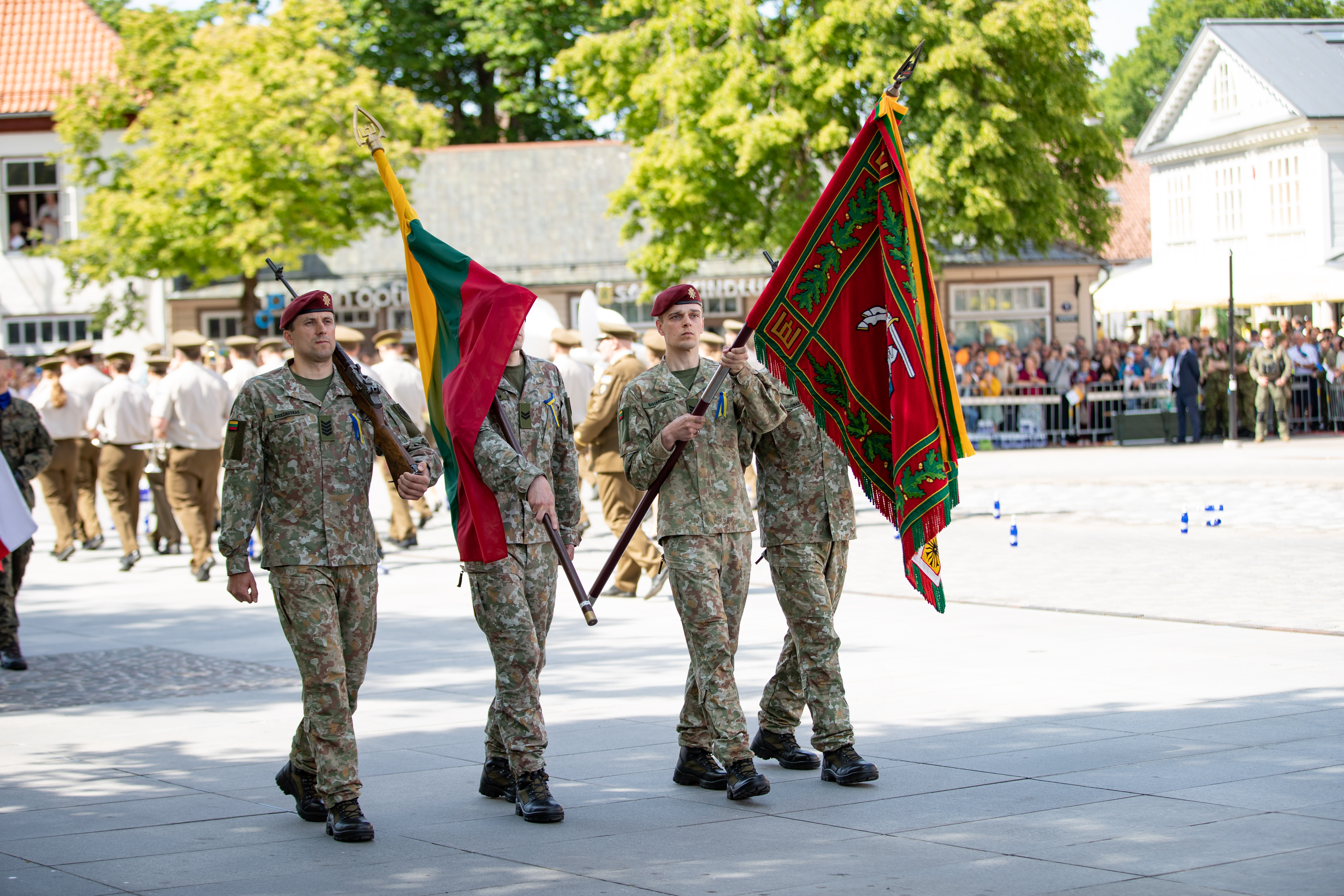
Добровольцы на параде в Эстонии в 2022 г.

ДСОК сотрудничают с аналогичными структурами в Латвии, Польше, Эстонии, Швеции (Hemvärnet), Дании (Hjemmeværnet), США, военнослужащие выезжают за границу - тренируются, повышают военное мастерство, участвуют в совместных военных учениях, а военнослужащие из других стран приезжают в Литву для обучения.
Добровольческие силы тесно сотрудничают с Союзом стрелков Литвы, и другими общественными организациями.

## Вооружение и военная техника

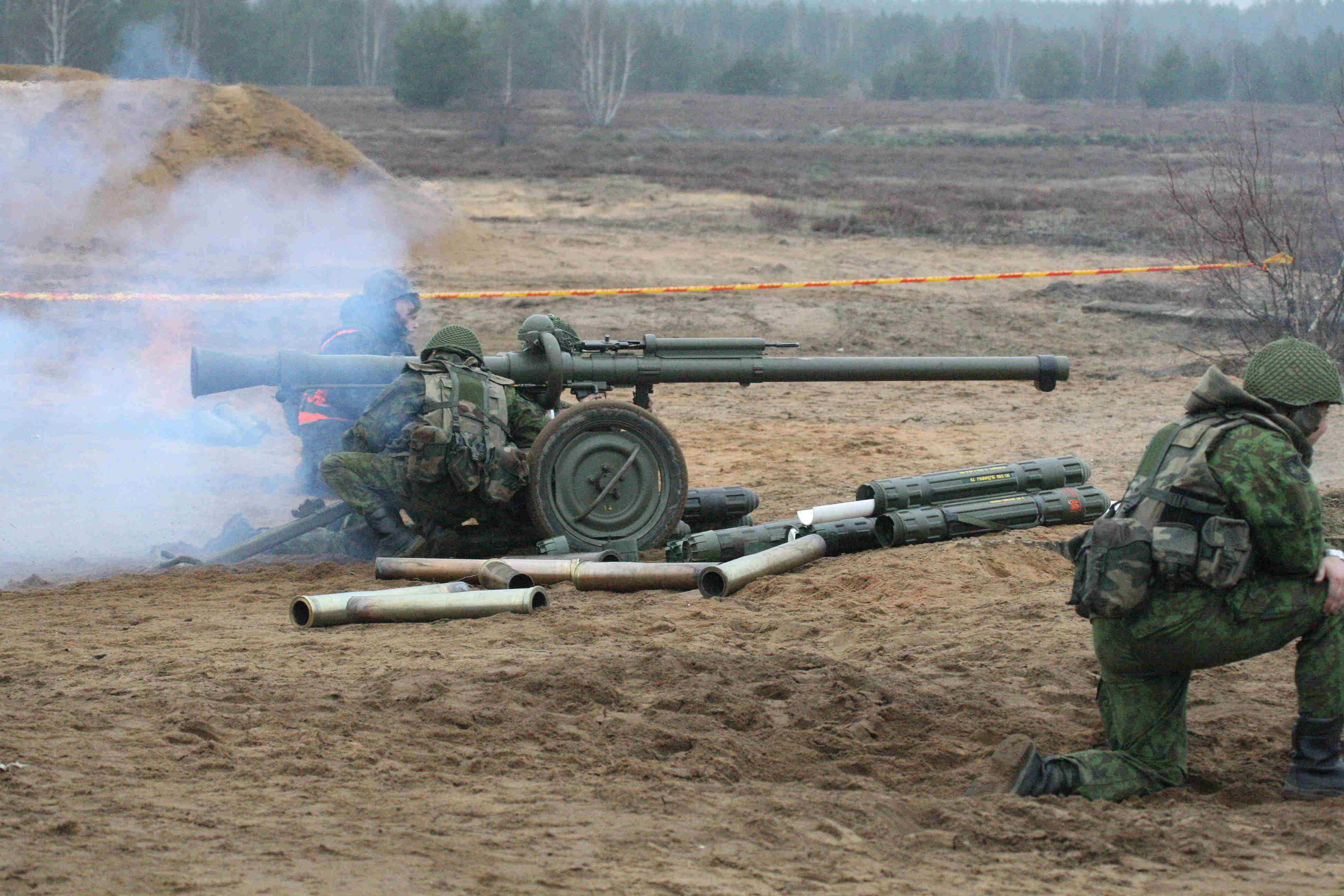
Добровольцы в 2010 году ведут стрельбу из орудия.

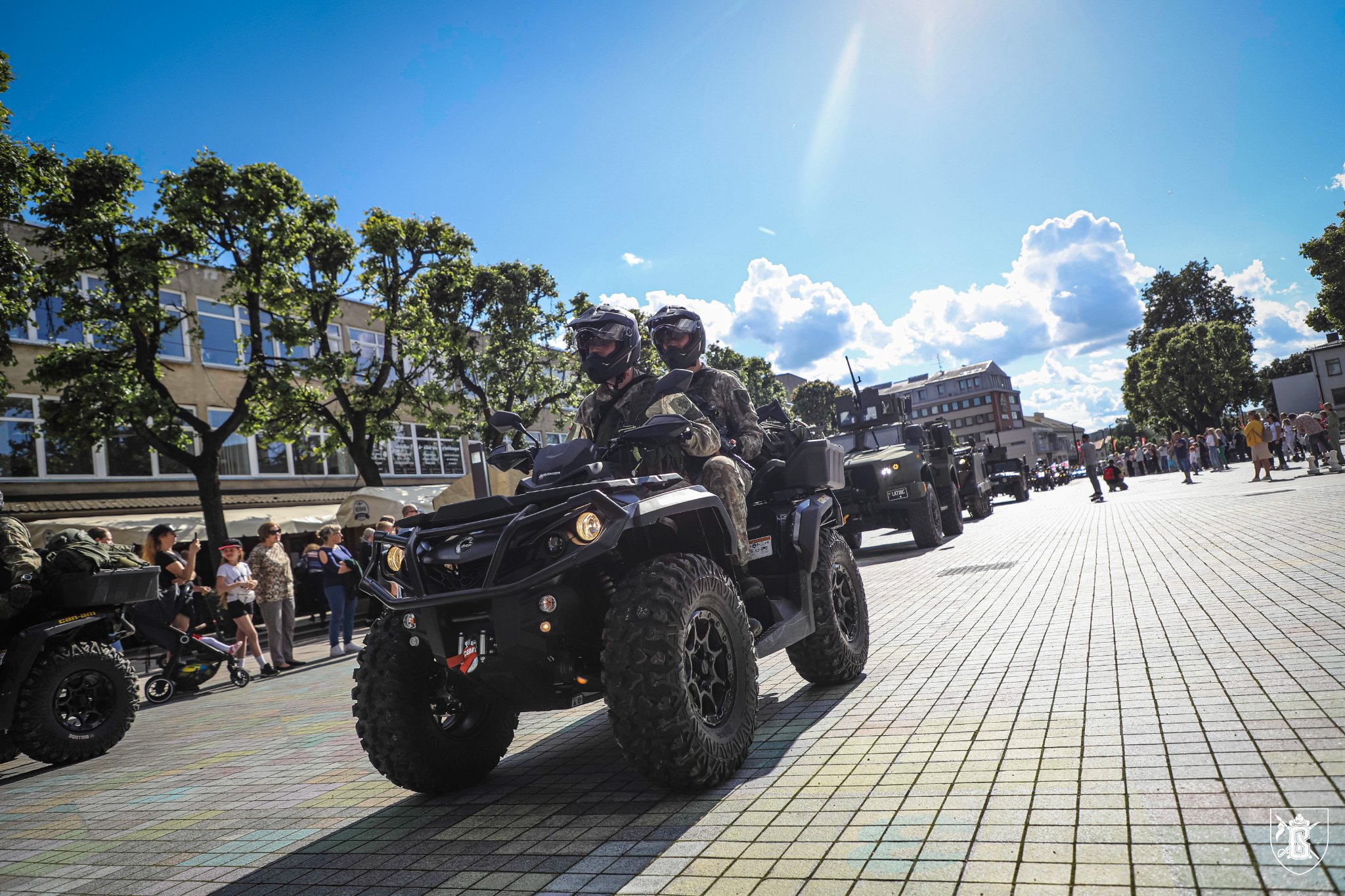
Квадроциклы Can-Am Outlander MAX 1000 XTP на службе.

Поскольку добровольческие силы являются военной структурой с преобладающей доктриной лёгкой пехоты, они не имеют тяжёлого и бронированного вооружения - присутствует обилие противотанкового и стрелкового вооружения и автомобильная техника разного уровня проходимости. Используются военные и гражданские пит-байки, микроавтобусы специальной комплектации, военные внедорожники (G-Wagen и Toyota Land Cruiser) и грузовики (Unimog и другие).
Также учитывается возможность реквизиции гражданского транспорта как самих военнослужащих так и других гражданских лиц.
До 2009 года в составе ДСОК существовал авиационный отряд (имевший на вооружении Ан-2 и Як-18Т), позднее он был расформирован а его персонал и воздушные судна переведены на службу в ВВС Литвы после чего воздушные судна были списаны и проданы поскольку не подходили под концепцию стандартов НАТО.
Артиллерия представлена 60 мм миномётами и безоткатными орудиями PV-1110.

### Комментарии
1. ↑  Во время партизанской войны в Литве «округом» (Apygarda) называлось соединение нескольких партизанских отрядов. За всё время партизанского движения (1944−1953) в Литве существовало до 10 партизанских округов. Многие подразделения территориальной армии Литвы названы в их честь.
2. ↑  Дайнава (Dainava) — древнее литовское название страны ятвягов.